# Carlton Ogawa
Carlton Susumi Ogawa, kanadski veslač, * 29. avgust 1934, Alert Bay, Britanska Kolumbija, Kanada, † september 2006, Vancouver.
Ogawa je bil krmar kanadskega osmerca, ki je na Poletnih olimpijskih igrah 1956 v Melbournu osvojil srebrno medaljo.